# Talking Bass
『Talking Bass』（トーキング・ベース）は櫻井哲夫のカバー・アルバム。2012年8月8日、キングレコードから発売された。

## 解説
洋楽及び坂本九のカバーに加え、カシオペア及び櫻井ソロのセルフカバーを収録した。スティーヴィー・ワンダー作でマイケル・ジャクソンの「I Can't Help It」と坂本の「見上げてごらん夜の星を」はボーカルも担当している。櫻井曰く、「音楽の中のアンサンブルの位置としてのベースパートを演奏するベースではなく、エレキベースギターの音色を自分の声の代わりに歌ってみようというコンセプトです。リード楽器としてのベースが沢山入っています。」とのこと。

## 収録曲
1. The Long And Winding Road （作曲：John Lennon・Paul McCartney）
2. Donna Lee （作曲：Charlie Parker）
3. Butterfly （作曲：Herbie Hancock、原曲：ヘンリー・マンシーニ）
4. Sunflower （作曲：Henry Mancini）
5. I Wish （作曲：Stevie Wonder）
6. I Can't Help It （作詞・作曲：Susaye Greene・Stevie Wonder）
7. Sailing Alone （作曲：櫻井哲夫）
8. Alisa （作曲：櫻井哲夫）
9. Stardust （作曲：Hoagy Carmichael）
10. 見上げてごらん夜の星を （作詞：永六輔／作曲：いずみたく）

## 参加ミュージシャン
- 櫻井哲夫 - ベース、プログラミング(#ALL)、ギター(#6, 8)、ボーカル(#6, 10)
- マーカス・ミラー  (Marcus Miller) - ベース(#3)
- 今泉泰樹 (Taiki Imaizumi) - キーボード(#1 - 7, 10)

## 使用楽器・機材
ベース
1. Warwick Infinity(#5 - 7, 9, 10)
2. FENDER CUSTOM SHOP JACO PASTORIUS TRIBUTE JAZZ BASS(#2)
3. FODERA EMPEROR FRETLESS 6 STRINGS(#1, 4, 7, 8)
4. FODERA EMPEROR 5 STRINGS(#3)
5. FODERA EMPEROR 6 STRINGS(#6)

ギター
1. Camps Guitar CUT-900S/TUNE(#6, 8)

アンプ
1. FODERA strings, Aguilar Bass amplifier (DB751, DB112)
2. AET CABLES(SIN AC EVO/HIN SHIELD VC/HIN LINE HG)

ケーブル
1. Analysis Plus - Shielded Cable, ORB CABLE　J7-PHONE PRO, KORG KRONOS

## 発売履歴
| 地域 | リリース日     | レーベル       | 規格                   | カタログ番号 | 備考                           |
| ---- | -------------- | -------------- | ---------------------- | ------------ | ------------------------------ |
| 日本 | 2012年8月8日   | キングレコード | 12cmCD                 | KICJ-641     | stereo                         |
| 日本 | 2013年7月10日  | キングレコード | デジタル・ダウンロード | kicj641      | e-onkyo FLAC 96kHz 24bit, WAV  |
| 日本 | 2013年7月10日  | キングレコード | デジタル・ダウンロード | 128          | HD-music FLAC 96kHz/24bit, WAV |
| 日本 | 2013年10月17日 | キングレコード | デジタル・ダウンロード | A1005157205  | レコチョク FLAC 96kHz 24bit    |
| 日本 | 2013年10月17日 | キングレコード | デジタル・ダウンロード | KICJ641_F    | mora FLAC 96.0kHz/24bit        |